# Оналаска (Вашингтон)
Оналаска (енгл. Onalaska) насељено је место без административног статуса у америчкој савезној држави Вашингтон.

## Демографија
По попису из 2010. године број становника је 621.
| Група             | 2000.    | 2010.       |
| Белци             | 0 (0,0%) | 555 (89,4%) |
| Афроамериканци    | 0 (0,0%) | 3 (0,5%)    |
| Азијати           | 0 (0,0%) | 0 (0,0%)    |
| Хиспаноамериканци | 0 (0,0%) | 30 (4,8%)   |
| Укупно            | 0        | 621         |